# Domagk (Tony Cragg)

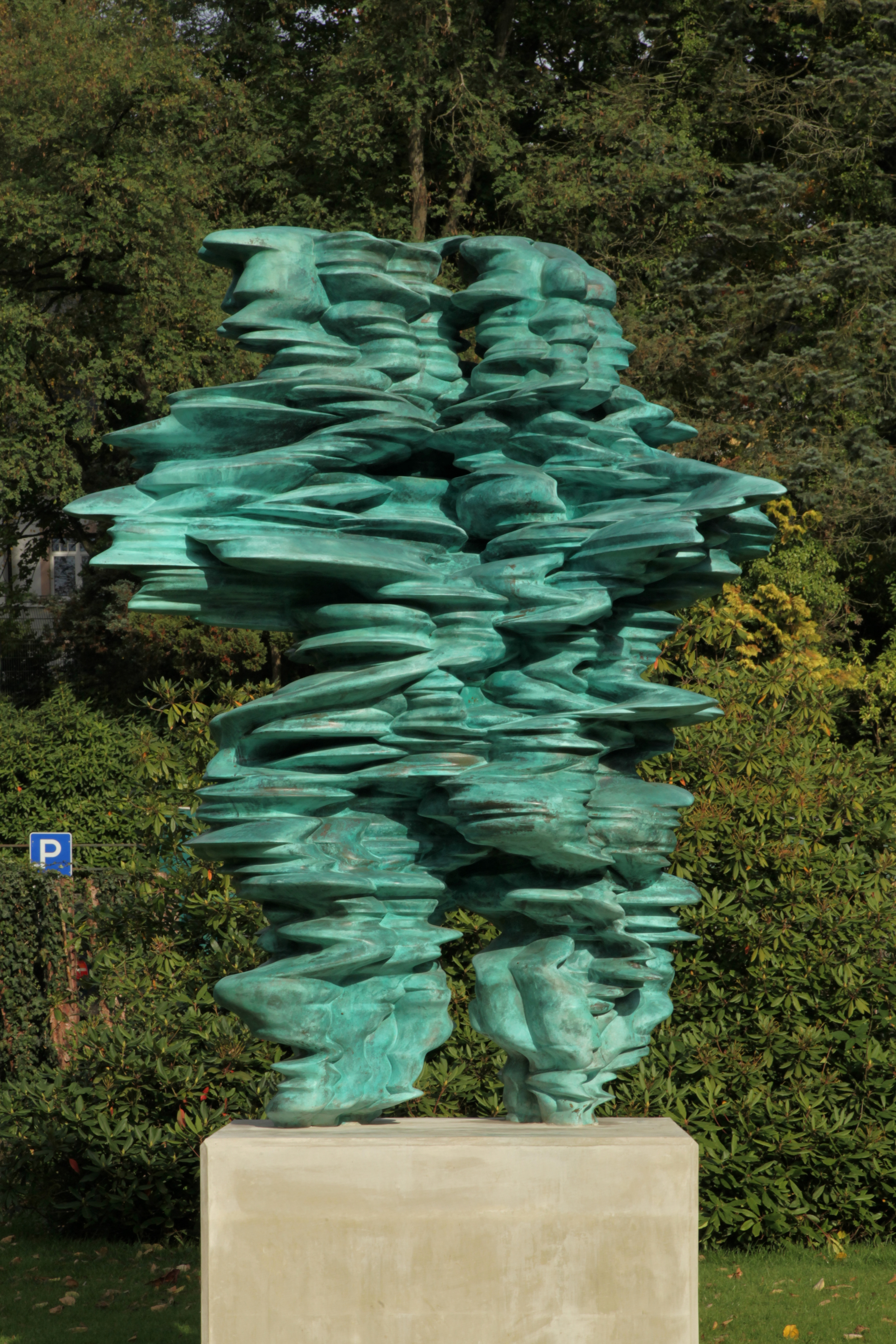
Domagk

Domagk (alternativ: Gerhard-Domagk-Skulptur) ist eine Skulptur des britischen Bildhauers Tony Cragg in Wuppertal. Sie wurde zu Ehren des deutschen Pathologen, Bakteriologen und Nobelpreisträgers Gerhard Domagk (1895–1964) erstellt, der in Wuppertal gewirkt hatte.

## Lage
Die Skulptur steht im Wuppertaler Zooviertel an der Hubertusallee auf dem Außengelände der Zoo-Gaststätten gegenüber der Villa Schmidt, dem Wohnsitz Gerhard Domagks.

## Beschreibung

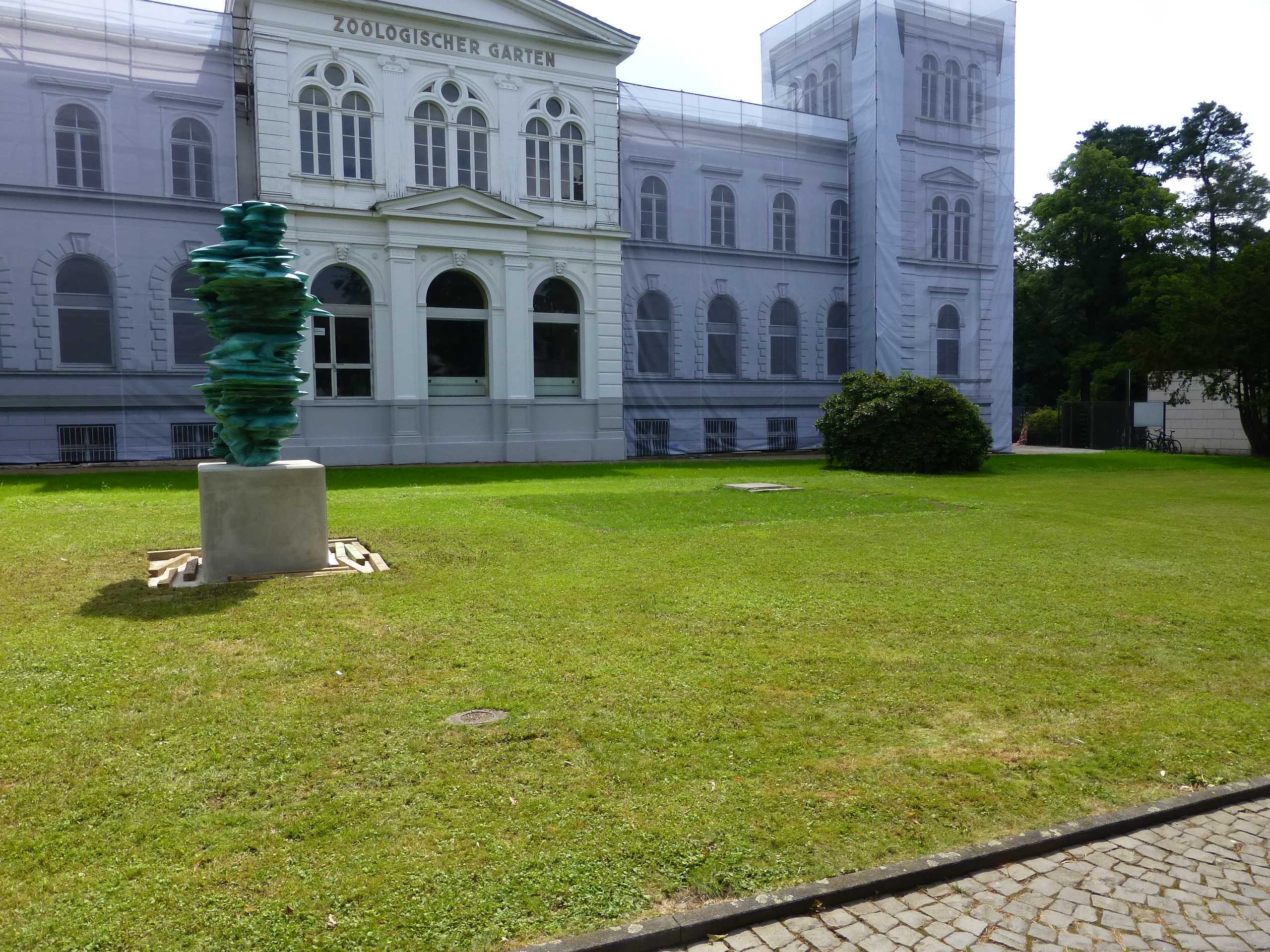
Umfeld der Skulptur

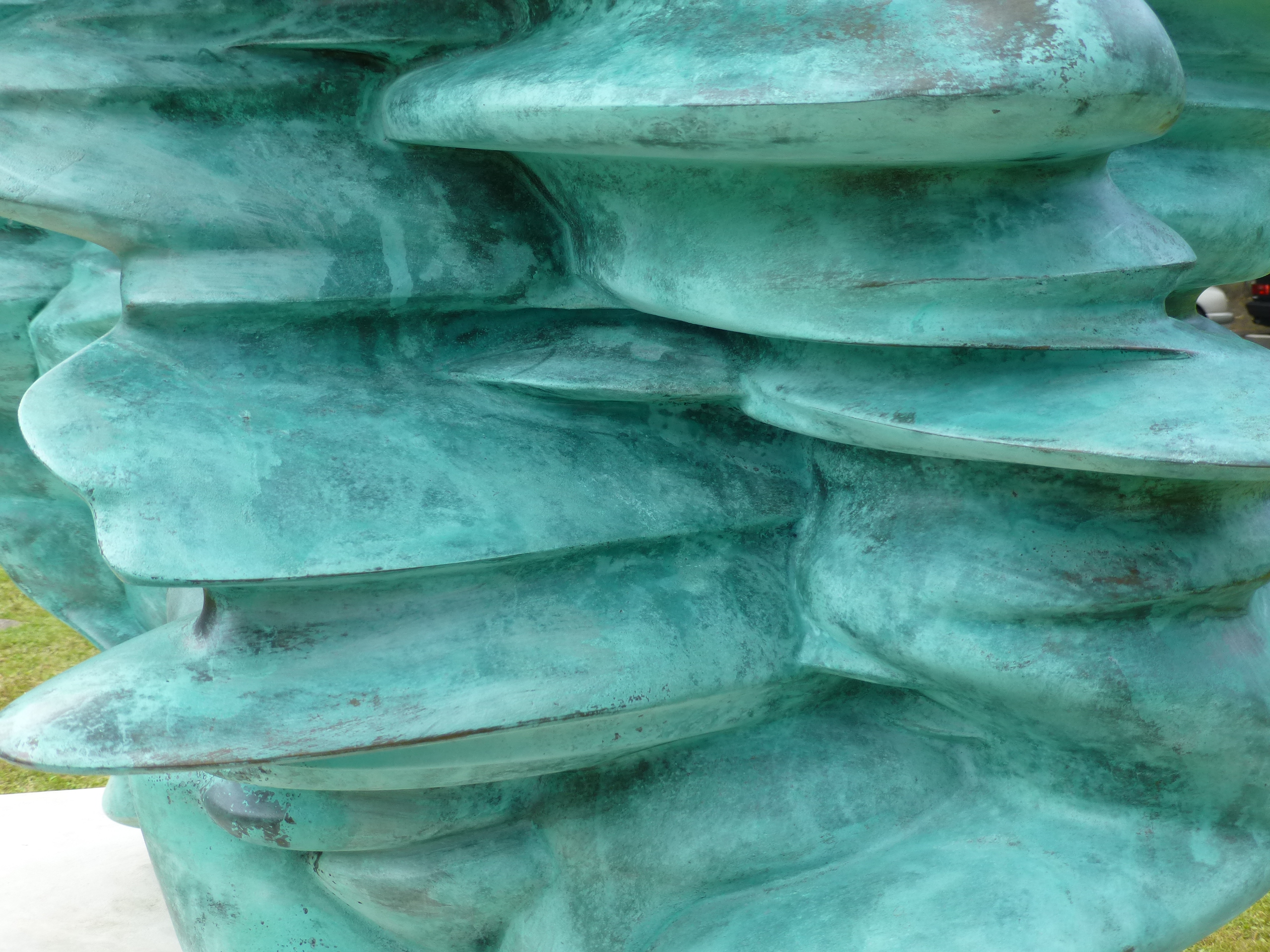
Detail der Skulptur

Die 2,5 Meter hohe Bronzeskulptur kann zu Tony Craggs Werkgruppe „rational beings“ (deutsch: „rationale Wesen“) gezählt werden. Es ist auch das erste Werk des Künstlers, das als Denkmal fungiert. Die Skulptur ist nicht symmetrisch und weist in der horizontalen Ebene eine längere und eine kürzere Achse auf. Sie ist von außerordentlich plastischer Wirkung im Raum. Die Oberfläche der Bronze wurde am Ende der Fertigung patiniert und ist deswegen von grünlicher Farbe. Laut der Beschlussvorlage hat Domagk die Maße 260 × 195 × 206 cm.
Domagk steht auf einem quadratischen Betonsockel, der ein Fundament im Boden hat. Nach der Einweihung wurde an dem Kunstwerk eine erklärende Tafel mit folgendem Text angebracht:

„‚Domagk-Skulptur‘
 Tony Cragg schuf diese Skulptur im Auftrag der Firma Bayer AG
 anlässlich der Unternehmensgründung vor 150 Jahren.
 Am 1. August 2013, dem Gründungstag von Bayer,
 wurde die Skulptur an den Kunst- und Museumsverein der
 Stadt Wuppertal feierlich übergeben und damit symbolisch
 an die Bürgerinnen und Bürger der Stadt Wuppertal.
 Bayer dokumentiert damit die Wertschätzung gegenüber den
 Einwohnern der Stadt.

 Die 2,50 Meter hohe Bronzeplastik würdigt den Bayer-Forscher
 Gerhard Domagk, der in Wuppertal die antibakterielle
 Wirkung der Sulfonamide entdeckte und dafür 1939 mit dem
 Medizin-Nobelpreis ausgezeichnet wurde. Seine wegweisenden
 Medikamente retteten Millionen von Menschen das Leben.

 Wuppertal, 1. August 2013“

## Geschichte
Die Bayer AG, die auf dem Gebiet der heutigen Stadt Wuppertal gegründet wurde, feierte 2013 ihren 150. Geburtstag. Außerdem konnte man 150 Jahre Ferdinand-Sauerbruch-Klinikum und 125 Jahre Pharma-Forschung bei der Bayer AG als Grund für einen feierlichen Akt nennen. Aus diesem Anlass schenkte das Unternehmen der Stadt Wuppertal (genauer: dem Kunst- und Museumsverein Wuppertal (KMV)) eine Skulptur des in Wuppertal lebenden Bildhauers Tony Cragg, die Gerhard Domagk gewidmet ist. Domagk wirkte seit 1929 in Wuppertal-Elberfeld und erwarb nach dem Tod des Voreigentümers die Villa Schmidt.
Die Idee der Ehrung mit einer Skulptur kam aus den Reihen der Medizinisch-Naturwissenschaftlichen-Gesellschaft (MNG), die in Wuppertal ansässig ist. Domagk war selbst Gründungsmitglied dieser Gesellschaft. Die Skulptur sollte an prominenter Stelle in Wuppertal aufgestellt werden, so eine Vorstellung von Johannes Vesper auf der Mitgliederversammlung der MNG Mitte 2011. Im März 2012 kam es zu einem ersten Gespräch mit Cragg, der seine Bereitschaft zur Realisierung erklärte. Ein endgültiger Entwurf lag nach Ostern 2012 vor. Eine Schichtholzplastik wurde nach ca. sechs Monaten fertig und Ende 2012 zunächst in Paris und London unter dem inzwischen festgelegten Titel „Domagk“ ausgestellt. Nach diesen Ausstellungen wurde die Holzplastik zur Kunstgießerei Kayser in Düsseldorf transportiert, wo der Bronzeguss erfolgte.
Die Einweihung der Bronzeskulptur erfolgte am 1. August 2013, dem Tag des Unternehmensgeburtstages. Es waren der Standortleiter Klaus Jehlich, Vorstandsmitglied Wolfgang Plischke, Bürgermeister Jan Phillip Kühme (CDU), der Vorsitzende des KMV Joachim Schmidt-Hermesdorf und Jörg Domagk, einer der Söhne Domagks, sowie Tony Cragg bei der Enthüllung zugegen. Neben der Würdigung des Nobelpreisträgers, so betonte Standortleiter Jehlich, wolle man mit der Skulptur auch „die Wertschätzung gegenüber der Stadt und Bürgern zum Ausdruck bringen.“